# Группа развития специальных средств войны флота
Группа развития специальных средств войны флота (англ. U.S. Naval Special Warfare Development Group; NSWDG или DEVGRU), также известная как 6-й отряд SEAL (англ. SEAL Team Six) — отдельная часть ВМС США, задачами которой является ведение оперативной и стратегической разведки на море и в прибрежной полосе, проведение специальных разведывательно-диверсионных мероприятий, борьба с терроризмом, морским пиратством, захватом судов и заложников из личного состава ВМС, проведение поисково-спасательных операций на море и выполнение различных задач специального назначения, поставленных перед ВМС США вышестоящим командованием.
Большая часть информации относительно DEVGRU  засекречена, и детали его деятельности обычно не комментируются на официальном уровне.
DEVGRU, так же как группа «Дельта», является подразделением по борьбе с терроризмом в составе ВС США. Хотя изначально DEVGRU создавался как подразделение по борьбе с терроризмом и пиратством на море, в ходе различных операций ВС США военнослужащие отряда могут принимать участие в спецоперациях сухопутных войск.

## История отряда
Отдельный отряд по борьбе с терроризмом на море был сформирован в ВМС США на базе 6-го отряда SEAL. Формально он подчинён Управлению специальных операций ВМС, однако в оперативном отношении он, вместе с группой «Дельта», подчиняется Управлению специальных операций  (УСО) СпН МО США и предназначен в первую очередь для проведения наиболее ответственных операций специального назначения в интересах стратегических группировок ВС США на заморских театрах военных действий.

### Формирование
Необходимость создания в составе ВМС США специального подразделения для решения задач антитеррористического характера была определена после провала в апреле 1980 года в Тегеране операции «Орлиный коготь», целью которой являлось освобождение заложников из посольства США в Тегеране. По итогам операции руководство силами СпН ВС США было вынуждено признать неготовность сил СпН к осуществлению антитеррористических операций.
Одним из специалистов Объединённого комитета начальников штабов, который курировал разработку плана по освобождению американских заложников в Иране, был капитан 3-го ранга Р. Марсинко. Р. Марсинко сформулировал необходимость создания специально подготовленного и оснащенного антитеррористического подразделения СпН, а после стал его первым командиром. Первоначально подразделение получило наименование MOB 6 (мобильный отряд ВМС №6), позднее антитеррористическое подразделение ВМС получило наименование 6-го отряда SEAL (SEAL Team Six).
На момент создания 6-го отряда силы специального назначения ВМС США включали в себя только два  (1-й и 2-й) отдельных отряда SEAL, но антитеррористической части ВМС был присвоен этот порядковый номер (предположительно в связи с высокой степенью секретности, которая окружала вновь формируемые части СпН СВ и ВМС США, а также с целью скрыть реальное количество отрядов СпН в ВМС на тот момент). 6-й отряд SEAL был сформирован как первое подразделение СпН ВМС, в задачи которой входила борьба с терроризмом на море. В этом отношении большинство задач, решаемых новым подразделением СпН ВМС, было сходно с задачами, которые в Сухопутных войсках США решала сформированная примерно в то же время группа «Дельта».

### Переименование
В 1987 г. 6-й отряд SEAL был переименован в Группу развития специальных средств войны флота (англ. Naval Special Warfare Development Group, DEVGRU). Существуют различные версии о причинах изменения названия подразделения, но в обиходе Группу развития специальных средств войны флота продолжают называть 6-м отрядом SEAL (англ. SEAL Team Six). По последним сообщениям, в 2010 году этой части СпН ВМС было присвоено новое наименование, которое также засекречено.
Бюджет Группы развития специальных средств войны флота  по линии ВМС превышает общую сумму средств, выделяемую на финансирование 2-х отрядов SEAL (1-го и 2-го). Серьёзный бюджет по линии разведки ВМС позволяет военно-исследовательскому полку ВМС регулярно закупать все новейшие виды вооружения, а зачастую и вовсе — экспериментальные, несерийные образцы.

## Структура подразделения
Должность командира подразделения занимает старший офицер, в звании капитана. Организационно-штабная структура группы развития специальных средств войны СпН ВМС (оп. СпН ВМС) включает в себя шесть эскадронов (батальонов, англ. Squadron) СпН, каждый из которых имеет присвоенный неофициальный цветовой код, используемый в качестве позывного.
Штатное звание командира эскадрона СпН — коммандер ВМС США.
- Красный эскадрон - батальон СпН;
- Голубой эскадрон - батальон СпН;
- Золотой эскадрон - батальон СпН;
- Серебряный эскадрон - батальон СпН;
- Черный эскадрон - батальон, отвечающий за информационную аналитику, разведку и слежение;
- Серый эскадрон - батальон, отвечающий за силы быстрого реагирования подразделения (мобильные группы, транспорт);
- Зеленая команда - учебно-отборочный батальон.

Эскадрон СпН включает в себя три отряда (роты, англ. Troop) СпН (штатное звание командира отряда — лейтенант-коммандер ВМС США), которые, в свою очередь, делятся на группы (взвода) по 8—10 бойцов.

## Сфера ответственности
Изначально 6-й отряд создавался исключительно в качестве контртеррористического спецподразделения, сферой ответственности которого было проведение морских операций: захват судов (как военных, так и, например, нефтеналивных барж) и морских баз противника, островов, территорий, так или иначе имеющих выход к морю или сеть внутренних водных артерий. Затем к морским антитеррористическим операциям добавилась роль разведывательного подразделения, применяемого в самых горячих точках, в которых были задействованы американские войска. Позднее вышеперечисленные функции были пополнены спасением заложников, устранением нежелательных руководителей государств или, наоборот, помощью в восстановлении власти свергнутым правителям (например, гаитянскому президенту Жану-Бертрану Аристиду в 1991 году). Современный DEVGRU обладает фактически неограниченными возможностями, а основными приоритетными задачами отряда стало нанесение молниеносных превентивных ударов, специальные контртеррористические миссии особой важности, операции по недопущению попадания оружия массового уничтожения в руки террористов, операции по спасению из горячих точек ценных предметов или людей, представляющих наибольшую важность. Кроме того, в составе 6-го отряда появилось специальное, относительно малочисленное агентурное подразделение «Чёрный эскадрон»; работники этого подразделения, в частности, занимают посты в консульствах США за рубежом (включая переправку оборудования и оружия дипломатическими пакетами), а также ведут агентурную работу — в том числе двойками "мужчина-женщина" (для чего был осуществлён допуск женщин-военнослужащих в состав 6-го отряда). Сотрудники «Чёрного эскадрона» также управляют фиктивными зарубежными коммерческими компаниями для прикрытия агентурной работы и оперируют разведывательными катерами, замаскированными под коммерческие суда.

## Место дислокации
Основные линейные подразделения и штаб оп БТМ СпН ВМС расквартированы в ш. Вирджиния на Атлантическом побережье США (военно-морская база «Норфолк» (г. Норфолк) и военный аэродром ВМС «Оушена» (г. Вирджиния-Бич).

## Командиры
- Коммандер Ричард Марсинко (ноябрь 1980 — июль 1983)
- Капитан Роберт А. Гормли (1983—1986)
- Капитан Томас Е. Мерфи (1986—1987)
- Капитан Ричард Т. П. Вулард (1987—1990)
- Капитан Рональд Е. Йоав (1990—1992)
- Капитан Томас Г. Мозер (1992—1994)
- Капитан Эрик Олсон (1994—1997)
- Капитан Альберт Калланд (июнь 1997 — июнь 1999)
- Капитан Джозеф Кернан (1999—2002)
- Капитан Эдвард Г. Уинтерс III (2002—2004)
- Капитан Скотт П. Мур (2004—2008)
- Капитан Брайан Л. Лози (2008—2010)

## Вооружение

### Ножи
- Emerson CQC 6
- Emerson CQC 7 (Benchmade BM 970)
- Emerson Commander
- Mad Dog ATAK ( SEALTAC )
- Mission MPK
- Sog Seal Team
- Sog Seal Pup
- Sog Trident

Штурмовые винтовки:
- Heckler & Koch HK416 — наиболее популярное оружие в NSWDG. Используются модификации с 10,4-дюймовым и 14,5-дюймовым стволом.
- Colt CQBR — в начале 2000-х сменен на HK416.
- Карабин М4

Пистолеты-пулемёты:
- Heckler & Koch MP7A1 —  использовался благодаря малой рикошетирующей способности боеприпаса и компактных размеров. Подвергся критике в виду малого останавливающего действия патрона.
- Heckler & Koch MP5 — использовался только морской вариант MP5N, устаревший на сегодняшний день.

Пистолеты:
- M1911 - основной пистолет.
- SIG-Sauer P226 — используются варианты P226R Navy и MK25 variants, изготавливаемые по заказу Командования специальных операций США.
- Heckler & Koch Mark 23 Mod 0 — использовался в 1990-х.
- Heckler & Koch 45СT - пришел на замену SIG 226
- Glock — различные модели.

Дробовики:
- Benelli M4 Super 90 — используется под кодом M1014, полуавтоматический дробовик 12-го калибра.
- Mossberg 590A1 — помповый дробовик 12-го калибра.

Пулемёты:
- M60E4 Mk 43 Mod 0/1 — использовался в 1990-х.
- Mark 48 Mod 1 — 7,62-миллиметровый лёгкий пулемёт.
- Mark 46 Mod 1 — 5,56-миллиметровая версия Mk 48. Основана на конструкции FN Minimi.

Марксманские, снайперские и крупнокалиберные винтовки:
- McMillan TAC-50 — винтовка калибра .50 BMG (12,7×99 мм НАТО) со скользящим затвором.
- Mk 14 EBR — 7,62-миллиметровая винтовка с переводчиком огня.
- Heckler & Koch 417.

Подствольные гранатомёты:
- M79 — подвергается критике, так как имеет очень короткий ствол и лишён приклада.
- M203 — 40-миллиметровый подствольный гранатомёт.

Противотанковые гранатомёты:
- M72 LAW — 66-миллиметровое бронебойное/противотанковое орудие.
- Saab M136 AT4 — 84-миллиметровое бронебойное/противотанковое орудие.
- M3 MAAWS — 84-миллиметровое бронебойное/противотанковое орудие.